# Wienerfilharmonikernas nyårskonsert 1982

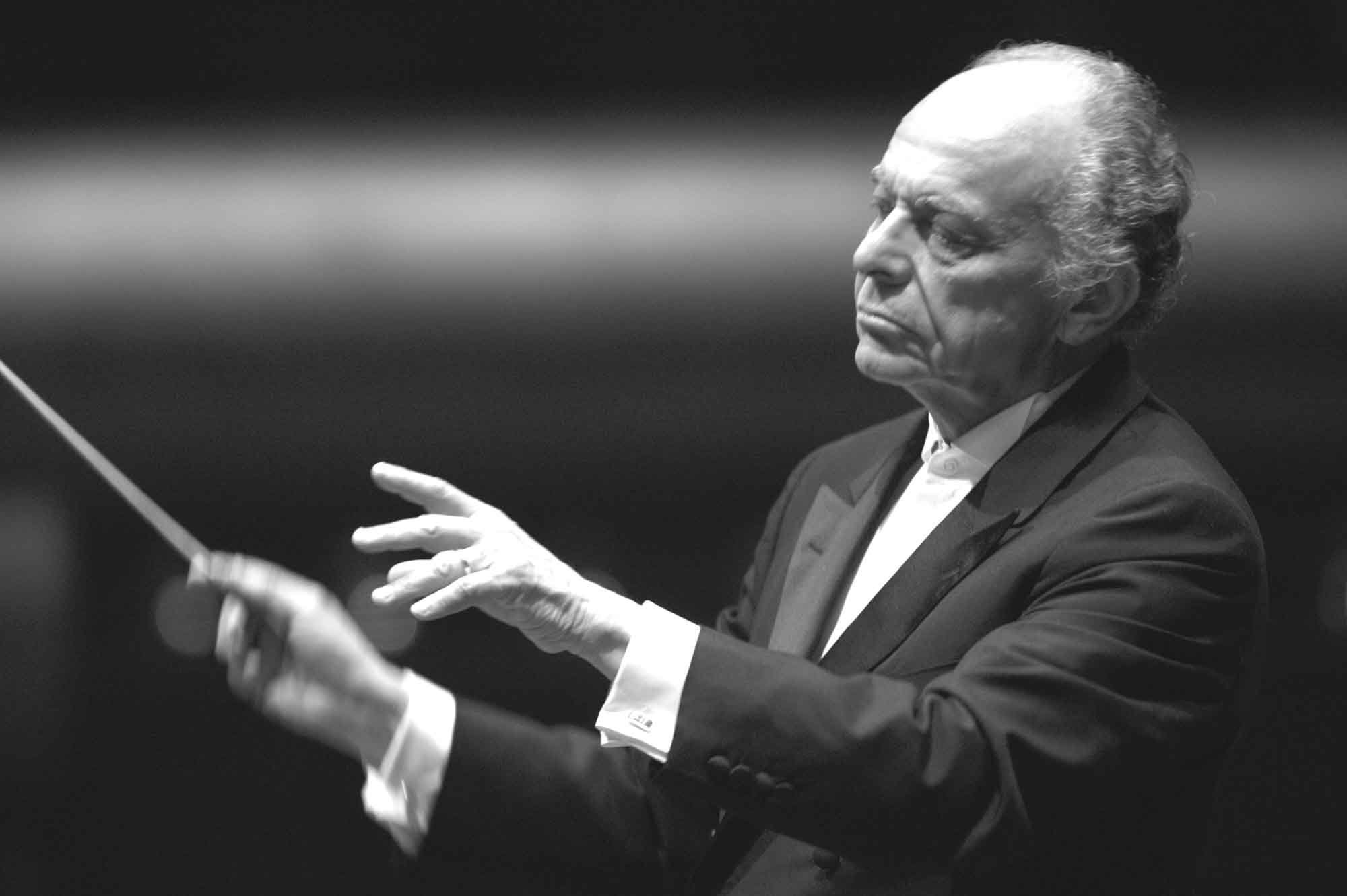
Lorin Maazel

Wienerfilharmonikernas nyårskonsert 1982 räknas som den 42:a Nyårskonserten från Wien och ägde rum den 1 januari 1982 i Wiens Musikverein. Det var den 24:e nyårskonserten vars 2:a del sändes på TV via Eurovision. Dirigent var för tredje gången Lorin Maazel, som 1980 övertog uppgiften efter den legendariske Willi Boskovsky. Maazel skulle komma att dirigera alla nyårskonserter från 1982 till 1986.

## Historia
Strikt räknat var det Wienerfilharmonikernas 37:e nyårskonsert, eftersom det inte var förrän 1946 som Josef Krips introducerade denna titel, som behölls 1947 och därefter. Dessutom var det den 43:e Årsskifteskonserten, då det vid årsskiftet 1939/40 gavs en Außerordentliches Konzert (extraordinär konsert) av Wienerfilharmonikerna, som dock ägde rum på nyårsafton 1939. 
Enskilda musikstycken ackompanjerades av balettinspelningar. Medlemmar ur baletten i Wiener Staatsoper dansade i koreografi av Gerlinde Dill. Gosskören Wiener Sängerknaben medverkade med två polkor: Bitte schön! av Johann Strauss den yngre och Feuerfest! av Josef Strauss.
Den andra delen av nyårskonserten sändes på TV. Det var ett Eurovision-program gemensamt producerat av österrikiska ORF och Zweite Deutsches Fernsehen (ZDF). Genom ett samarbete 1966 med Intervision – en institution jämförbar med Eurovision i dåtidens socialistiska länder – sändes Wienerfilharmonikernas nyårskonsert till flera av länderna bakom Järnridån. TV-sändningen visades i Österrike, Belgien, Västtyskland, Danmark, Finland, Frankrike, Hongkong, Irland, Island, Italien, Japan, Jordanien, Luxemburg, Nederländerna, Norge, Portugal, Rumänien, Sverige, Schweiz, Spanien, Turkiet, Ungern och Cypern. Totalt 26 länder världen över.

## Program

### 1:a delen
1. Joseph Lanner: Hofballtänze, Vals, op. 161
2. Josef Strauss: Die tanzende Muse, Polka mazur, op. 266*
3. Eduard Strauß: Mit Extrapost, Polka schnell, op. 259
4. Johann Strauss den yngre: Seid umschlungen Millionen, Walzer, op. 443
5. Johann Strauss den yngre: Electrofor-Polka, Polka schnell, op. 297*

### 2:a delen
1. Otto Nicolai: Ouvertyr till operan Muntra fruarna i Windsor*
2. Josef Strauss: Die Emancipirte, Polka mazur, op. 282
3. Josef Strauss: Delirien, Vals, op. 212
4. Johann Strauss den yngre: Bitte schön!, Polka française, op. 372 (Körversion, Bearbetning: Hellmuth Froschauer, Utförande: Wiener Sängerknaben)
5. Josef Strauss: Feuerfest, Polka française, op. 269 (Körversion, Bearbetning: Hellmuth Froschauer, Utförande: Wiener Sängerknaben)
6. Johann Strauss den yngre: Kaiser-Walzer, op. 437
7. Johann Strauss den äldre: Cachucha-Galopp, op. 97* (Bearbetning: Max Schönherr)
8. Johann Strauss den yngre: Vergnügungszug, Polka schnell, op. 281

### Extranummer
1. Johann Strauss den yngre: Unter Donner und Blitz, Polka schnell, op. 325
2. Johann Strauss den yngre: An der schönen blauen Donau, Vals, op. 314
3. Johann Strauss den äldre: Radetzkymarsch, op. 228

Verkförteckningen och verkens ordning finns på Wienerfilharmonikernas webbplats.
De verk markerade med * stod för första gången på programmet till en nyårskonsert.

## Medverkande
- Lorin Maazel, Dirigent
- Wienerfilharmonikerna
- Wiener Sängerknaben

## Weblänkar
- Programmet till nyårskonserten 1982 på wienerphilharmoniker.at